# Carmen Witte

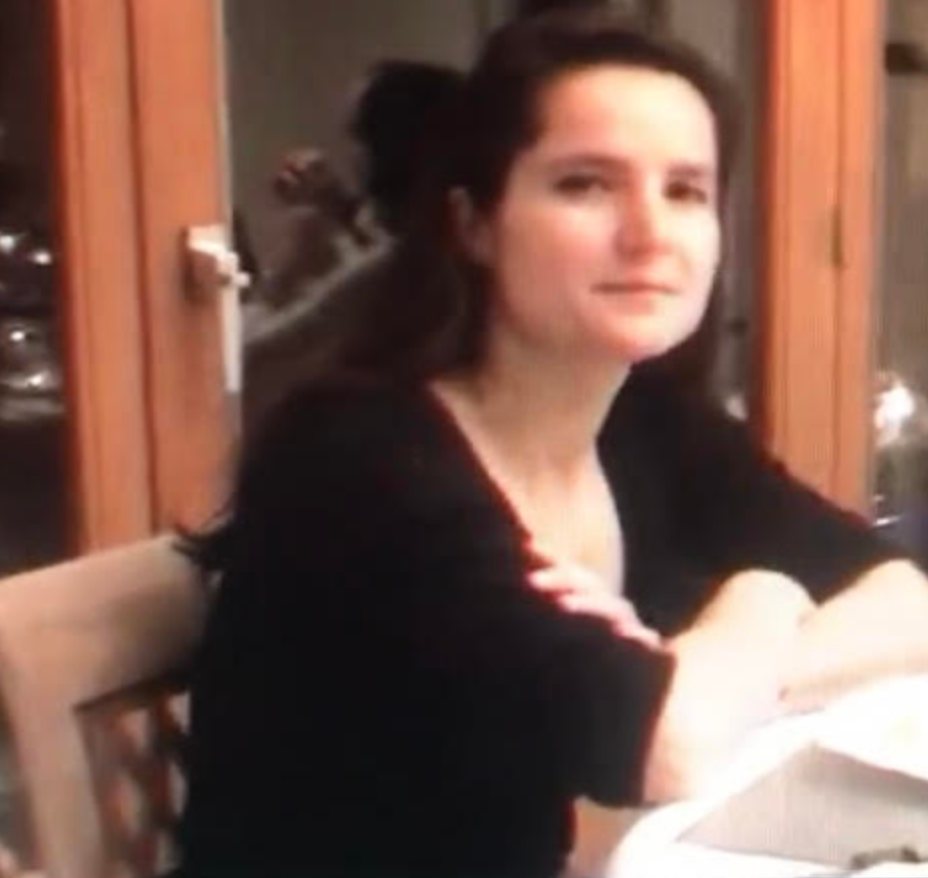
Carmen Witte (1999)

Carmen Witte (* 29. Oktober 1961) ist eine Schweizer Tischtennisspielerin. Sie nahm 1983 an den Weltmeisterschaften in Tokio teil.

## Werdegang
Witte ist Linkshänderin. Sie spielte für den TTC Uster, dessen Damenmannschaft von ihrem Vater Reinhard Witte trainiert wurde. Bei den Schweizermeisterschaften kam sie im Einzel ins Finale, ein Titelgewinn gelang nicht. 1982, 1983, 1986, 1987 und 1988 siegte sie mit Beatrice Witte im Doppel, im Mixed holte sie 1979 Gold mit R.Keller und 1983 mit dem Westschweizer Thierry Miller. 1983 wurde sie für die 37. Tischtennisweltmeisterschaft in Tokio nominiert.
Nach einer mehrjährigen Pause aus privaten Gründen begann Witte um 2005 wieder mit dem Tischtennissport. Mit der Damenmannschaft des Vereins TTC Uster stieg sie als Spielerin und Betreuerin von der untersten Spielklasse bis in die Nationalliga A der Frauen auf.

## Privat
Wittes Zwillingsschwester Beatrice Schempp-Witte war auch Nationalspielerin und später Coach beim TTC Uster. Als wichtigen Transfercoup engagierte sie Elmira Antonyan für den TTC Uster, was dem jungen Team den Ligaerhalt in der schweizerischen Nationalliga A ermöglicht.
Zunächst machte Carmen Witte zusammen mit ihrer Schwester eine kaufmännische Lehre bei einer Bank. Die Zwillinge mit süditalienischen und norddeutschen Wurzeln absolvierten beide zunächst das Kindergärtnerinnenseminar und schlossen später das Studium als Logopädinnen ab. Heute arbeiten beide Schwestern als Logopädinnen, allerdings an verschiedenen Schulen. Anfang der 1980er Jahre lebte Witte einige Monate in Laughton (England), um ihre englischen Sprachkenntnisse zu verbessern. Später wohnte sie zeitweise im thailändischen Bangkok.

## Turnierergebnisse
| Verband | Veranstaltung     | Jahr | Ort   | Land | Einzel | Doppel    | Mixed | Team |
| ------- | ----------------- | ---- | ----- | ---- | ------ | --------- | ----- | ---- |
| SUI     | Weltmeisterschaft | 1983 | Tokio | JPN  | Qual   | letzte 64 | Qual  | 33   |